# موزه د یانگ

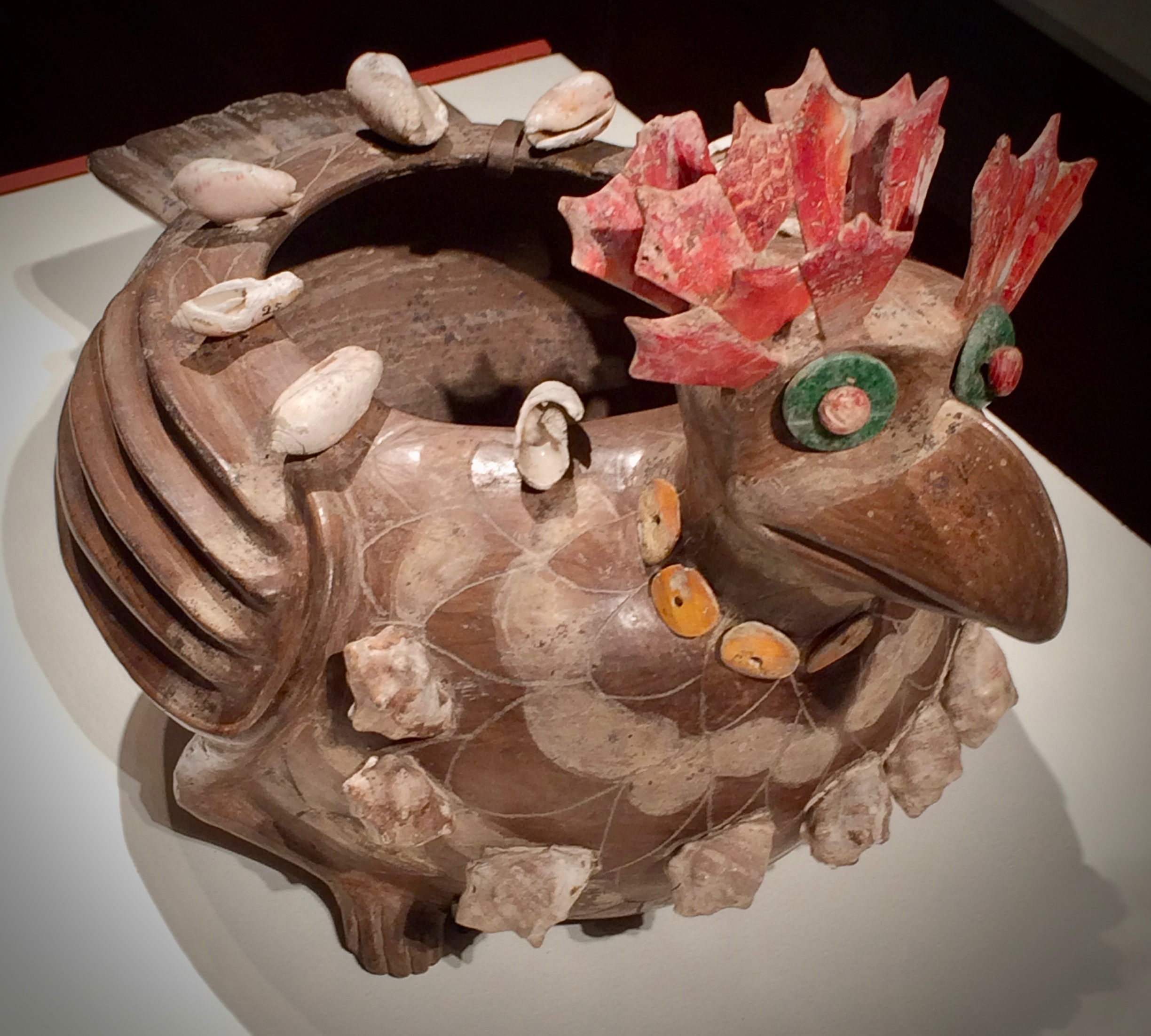
"جا گلدانی" برای نمایش تئوتیئواکان، ۲۰۱۷–۲۰۱۸. تمثال پرنده، ۲۵۰–۳۵۰ میلادی

موزهٔ د یانگ (به انگلیسی: de Young Museum) یک موزه یادبود و هنرهای زیبا است که در پارک گلدن گیت سان فرانسیسکو واقع شده‌است. این موزه به نام اولین روزنامه‌نگار سان فرانسیسکو، ام. اچ. د یانگ (M. H. de Young) نامگذاری شده‌است. د یانگ علاوه بر موزهٔ هنرهای زیبا، موزهٔ مدال‌های افتخار نیز می‌باشد. از اول نوامبر ۲۰۱۸، توماس پی کمپبل به عنوان مدیر و مدیرعامل موزه‌های هنرهای زیبای سان فرانسیسکو، نظارت بر موزه‌های د یانگ و لژیون افتخار را بر عهده دارد.